# Факултет медицинских наука Универзитета у Крагујевцу
Факултет медицинских наука је државни факултет у саставу Универзитета у Крагујевцу.

## Историја
Дана 17. новембра 1977. године донета је одлука о отварању одељења Медицинског факултета Универзитета у Београду са седиштем у Крагујевцу. Одељење званично почиње са радом 9. децембра 1977. са 70 уписаних студената на прву годину основних студија. Прво предавање одржао је проф. др Василије Ђорђевић Чамба.
Дана 29. маја 1986. Медицински факултет у Крагујевцу добија самосталност и исте школске године уписује 100 студената у прву годину студија. Године 1991. уписана је прва генерација студената постдипломских студија. Школске 2003/04. године уписана је прва генерација студената на смеру за вишег медицинског техничара (садашње основне струковне студије). Школске 2005/06. године уписана је прва генерација студената одсека Фармације (садашње интегрисане академске студије — магистар фармације). Школске 2005/06. уписана је прва генерација студената докторских академских студија.